# Teresa Carpenter
Teresa Suzanne Carpenter (* 1. August 1948 in Independence, Missouri) ist eine US-amerikanische Schriftstellerin und Pulitzer-Preisträgerin.

## Leben
Carpenter studierte am Graceland College in Iowa, wo sie mit dem Bachelor of Arts abschloss und erlangte den Masterabschluss an der University of Missouri. Sie arbeitete von 1976 bis 1979 als leitende Redakteurin (Senior Editor) für die Zeitschrift New Jersey Monthly in Princeton und anschließend bis 1981 als freie Journalistin in New York.
In den 1980er Jahren war Carpenter als Redakteurin für The Village Voice tätig. 1981 wurde sie mit dem Pulitzer-Preis für Feature Writing ausgezeichnet. Ihre Einreichung bestand aus drei Artikeln, die sich mit bizarren Morden beschäftigten. Sie war die Favoritin der Jury für den Preis. Die Jury hob dabei besonders die Qualität des Artikels Murder on a Day Pass hervor, der sich mit dem Mord eines Geisteskranken an seiner Frau beschäftigte. Die anderen beiden Artikel über die Morde am Politiker Allard K. Lowenstein und dem Playmate Dorothy Stratten wurden nur lobend erwähnt. Grund dafür war laut Judith Crist, der Vorsitzenden der Jury, die Tatsache, dass im ersten Artikel alle Quellen namentlich genannt wurden, während dies bei den anderen beiden Artikel nicht immer der Fall war. Die Jury hatte allerdings nur beratenden Charakter, die endgültige Entscheidung fällte das Preiskomitee. Dies entschied sich zunächst für die Washington-Post-Journalistin Janet Cooke, deren Artikel Jimmy’s World ursprünglich für eine andere Kategorie eingereicht und deshalb von der Jury nicht berücksichtigt worden war. Nachdem sich jedoch herausgestellt hatte, dass Cooke den Inhalt des Artikels in weiten Teilen erfunden hatte, wurde ihr der Preis aberkannt und stattdessen doch noch Carpenter zuerkannt. Der Nominierungstext der Jury mit der enthaltenden Wichtung der Artikel wurde vom Preiskomitee nicht veröffentlicht, was Judith Crist scharf kritisierte. Dies lag vor allem daran, dass nach Bekanntgabe der Auszeichnung an Carpenter eine Beschwerde beim National News Council (NNC) über den Artikel zum Mord an Lowenstein eingereicht wurde. Der NNC kam zu dem Schluss, dass der Artikel durch die übermäßige Verwendung von anonymen Quellen sowie einen sorglosen und spekulativen Schreibstil in unfairer Weise über Lowenstein berichtet hatte.
Im Jahr 1988 erschien Carpenters erstes Buch Missing Beauty: A Story of Murder and Obsession, ein True-Crime-Thriller über das Verschwinden und den mutmaßlichen Mord an der Prostituierten Robin Benedict. Im Jahr 1992 folgte das Sachbuch Mob Girl: A Woman’s Life in the Underworld über die Mafia-Informantin Arlyne Brickman.
Carpenter ist mit dem Autor Steven Levy verheiratet und lebt in New York City.

## Werke (Auswahl)
- 1988: Missing Beauty: A Story of Murder and Obsession
- 1992: Mob Girl: A Woman’s Life in the Underworld
- 1997: Without a Doubt
- 2003: The Miss Stone Affair